# たかはしみき
たかはし みき（1975年4月14日 - ）は、千葉県出身のイラストレーター、漫画家。女性。こげぱんなどのイラストの作者として知られる。
多摩美術大学デザイン学科卒業後、サンエックスに入社。2002年にサンエックスを退社後はフリーで活動中。

## こげぱん
もともとこげぱんシリーズは大人向けの絵本として出版されていたが、『なげやり生活』以降は4コママンガを中心としたエッセイとして発展していき、従来の絵本シリーズは幼児向き絵本として復活した。また、2003年には作者が本タイトルの地方をぶらりと旅をする「ぶらり旅日記シリーズ」も刊行された。こちらは4コママンガシリーズにおける「おまけエッセイ」を旅のレポートとして大幅に増ページした立派な紀行文モノになっている。テレビアニメ版の方も原作の雰囲気をしっかり出していて人気がある。
現在は再始動し、2020年9月から『パチクリ！』でweb連載（2023年2月に連載終了）、同年11月から『ね〜ね〜』で再連載されている。

### こげぱん用語
- キレイパン
キレイに焼かれたパン。キレイパン、キレイクリームパンなど。
- こげぱん
もともとキレイパンになる予定だったが、パンやのミスによって焦がされたパン。こげぱん、こげクリームぱんなど。性格や癖に問題のあるパンが多い。
- やさぐれ
不良の隠語で「やさ」（家）を「はぐれる」から「家出人」の意味。こげぱんは「家」であるパンやをよく脱走するがあきらめが早いので直ぐに戻ってくる。
- さいとうさん
別名「担当さん」。こげぱんの絵本シリーズの担当で「ぶらり旅シリーズ」の刊行を実現させてくれた人。苦手なものは虫、亜熱帯植物、熱い食べ物。
- 作者
たかはしみき本人のこと。エッセイではこげぱん顔で衣服は省略されて描かれている。海老やカニ、タコやイカなどの一種の魚介類（魚は大丈夫）アレルギーをもっている。その為大阪へ行ったときには、さいとうさんばかりにたこ焼きの試食をさせるハメになってしまった（さいとうさんは当分たこ焼きはいらないといっているらしい）。

## 作品一覧

### 絵本シリーズ
- こげぱん。パンにもいろいろあるらしい
- こげぱん。パンのしあわせってなんだろう…。
- こげぱん。パンにも出会いがあるらしい
- こげぱんのピクニック
- こげぱんのおはなみ
- こげぱん・今日もパンやのかたすみで（電子書籍化）
- こげぱん・今日も明日もやさぐれ日和（電子書籍化）

### 4コマまんがシリーズ
- こげぱん・やさぐれマンガ。なげやり生活（電子書籍化）
- こげぱん・やさぐれマンガ。むきりょく生活（電子書籍化）
- こげぱん・やさぐれマンガ。すみっこ生活
- こげぱん・やさぐれマンガ。毎日ダラ～っと
- こげぱん・やさぐれマンガ。毎日ボケ～っと
- こげぱん・やさぐれマンガ。毎日クタ～っと

### ぶらり旅シリーズ
- こげぱん・北海道ぶらり旅日記
- こげぱん・沖縄ぶらり旅日記
- こげぱん・三都ぶらり旅日記～京都編～
- こげぱん・三都ぶらり旅日記～大阪・神戸編～

## こげぱん以外
- ふぅわり花便り おはなちゃん
- はらぺこ！おとりよせ便
- まいにちトースト
- だいすき！もちもちパン
- ふたりぶんの朝ごはん
- ○○の瞬間
- らくウマ！どんぶりレシピ
- 結婚式っておもしろい!?
- ハルとソラのミニチュアな日々
- つれづれふたり暮らし
- 東京もぐもぐおいしいもの探し
- つくって食べたい
- 東京23区おみやげさんぽ
- ニンプ道
- 東京ひよっ子3人暮らし
- うち旅（Cocohana連載中） - イラストコラム
- カアチャン本舗（主婦と生活社WEBサイト連載中） - 育児イラストエッセイ